# Caenis punctata
Caenis punctata är en dagsländeart som beskrevs av Mcdunnough 1931. Caenis punctata ingår i släktet Caenis och familjen slamdagsländor. Inga underarter finns listade i Catalogue of Life.